# Hotel König von Preußen

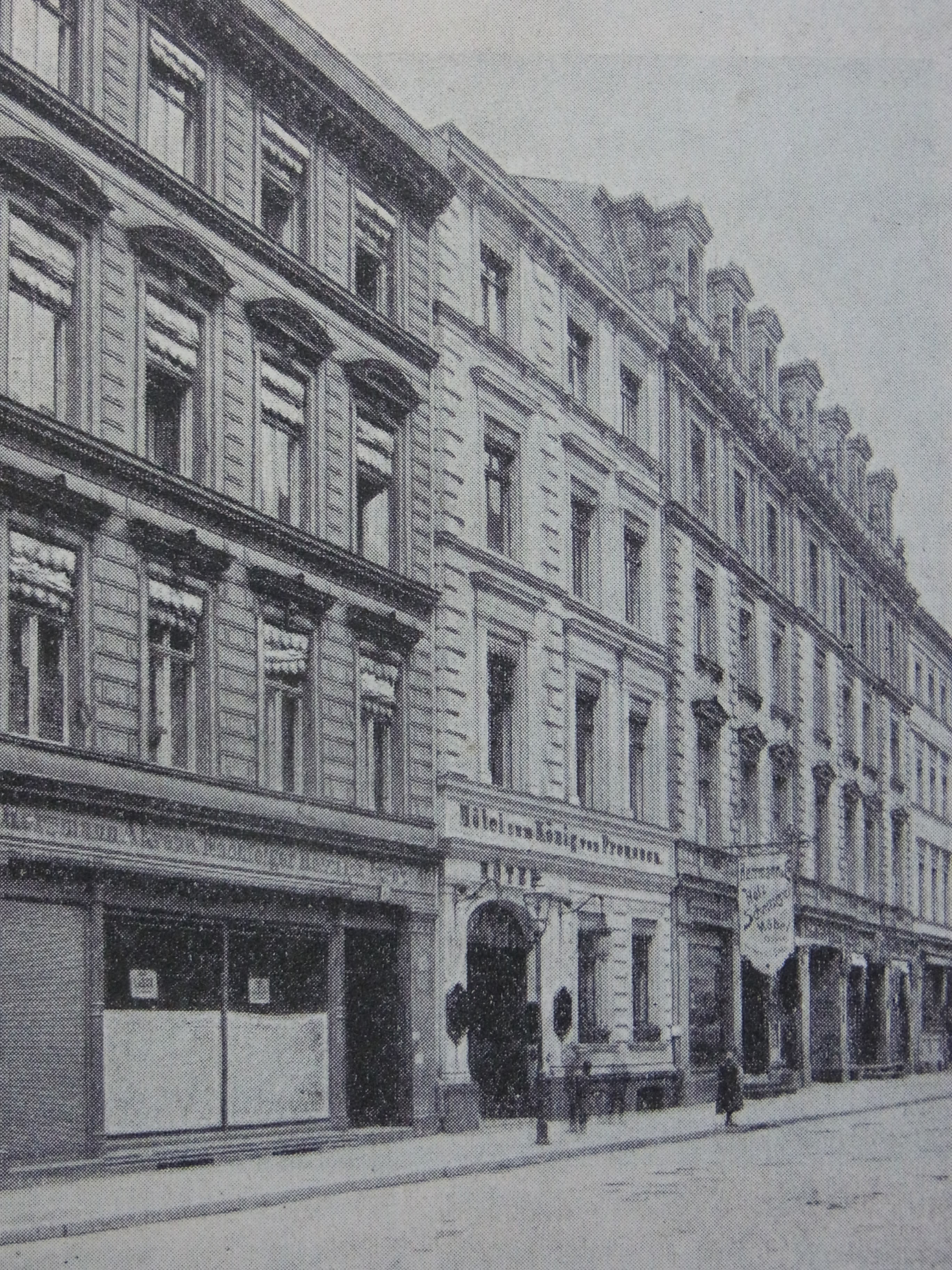
Das Hotel „König von Preußen“ in der Brüderstraße 39a (das mittlere Gebäude) war im 18. Jahrhundert lange Zeit das beste Hotel Berlins. Foto von Peter Wallé, 1903

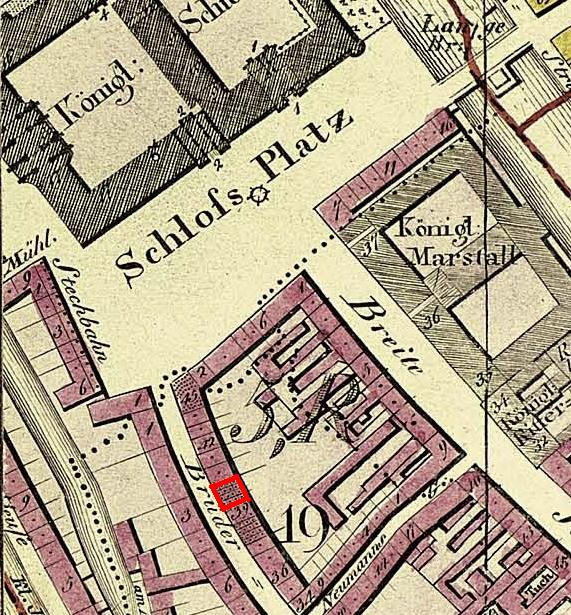
Das Hotel „König von Preußen“' lag in der Berliner Brüderstraße unweit des Schlossplatzes. Ausschnitt aus dem Berlin-Plan von Selter, 1846

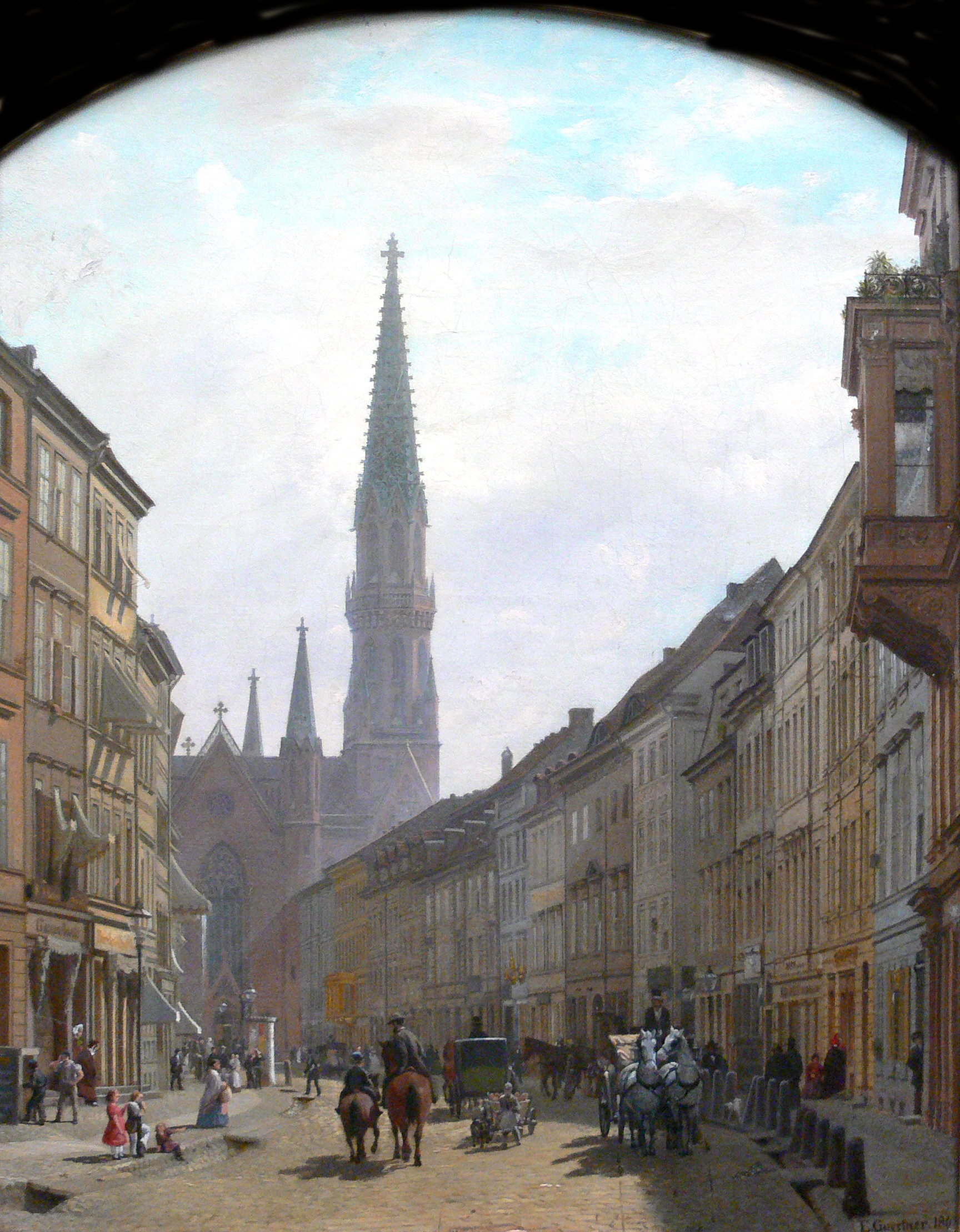
Eduard Gaertner, Die Brüderstraße in Berlin, Gemälde, um 1863

Das Hotel König von Preußen galt im 18. und Anfang des 19. Jahrhunderts lange Zeit als das beste Hotel der preußischen Hauptstadt Berlin. Es lag in der Brüderstraße im Berliner Stadtteil Cölln und hieß vor 1769 zunächst „Montgobert“, später „Stadt Paris“. 1913 wurde das Hotel geschlossen und das Gebäude von da an als Wohn- und Geschäftshaus genutzt.

## Das Hotel Montgobert
In der Brüderstraße 39, unweit des Königlichen Schlosses und direkt neben dem sogenannten Schlüter-Haus (Brüderstraße Nr. 40), der ehemaligen Wohnstätte des Schloss-Architekten Andreas Schlüter, bestand in einem langgestreckten, viergeschossigen Gebäude bereits 1740 ein Hotel unter dem Namen „Hôtel de Montgobert“, betrieben von Urbain du Moutier de Montgobert. Die Brüderstraße verband den Schlossplatz mit dem Platz um die Petrikirche im Stadtteil Cölln. In dem erstklassigen Hotel wurde auf unmittelbare Anregung des preußischen Königs Friedrich des Großen am 13. September 1740 unter dem Namen „Aux trois globes“ Berlins erste Freimaurer-Loge gegründet. Der König, der sich bereits als Kronprinz für die Freimaurerei engagiert hatte, erteilte die Genehmigung zur Gründung einer bürgerlichen Loge durch seinen Geheimrat Charles Étienne Jordan. Später wurde das Hotel in „Stadt Paris“ umbenannt. 1769 befanden sich noch weitere Hotels in der Brüderstraße: das erstklassige Hotel „König von England“ und das einfachere Hotel „Stadt Breslau“.

## Das Hotel Stadt Paris
Friedrich Nicolai erwähnt das Hotel „Stadt Paris“ 1769 in seiner berühmten Beschreibung Berlins und zählt es „wegen der Größe und guten innern Einrichtung, Reinlichkeit und Ordnung zu den vorzüglichsten Wirtshäusern in Deutschland“. Gastwirte waren 1769 Quien, 1786 Dacke.
Das Hotel verfügte über einen größeren Saal, der für Veranstaltungen, z. B. auch Konzerte, genutzt wurde.
1786 hielt sich der französische Aufklärer, Schriftsteller und Politiker Honoré Gabriel de Riqueti, Graf von Mirabeau, der spätere Verfasser der Schrift Die Geheimnisse des Hofes von Berlin in der preußischen Hauptstadt auf, wo es ihm gelang, eine Audienz bei König Friedrich dem Großen zu erhalten. Er logierte während dieser Zeit im Hotel „Stadt Paris“ in der Brüderstraße.
Als Ludwig van Beethoven im Mai 1796 für einige Wochen nach Berlin kam, entschied er sich ebenfalls für das Hotel „Stadt Paris“, sicherlich nicht nur wegen seiner günstigen Lage in unmittelbarer Nähe des Schlosses, sondern auch wegen des zum Hotel gehörenden Konzertsaals, zumal er in der Stadt mit Mitgliedern der königlichen Kapelle auftrat.
Nach dem Berlin-Führer von Rumpf (1804) zeichnete sich das Hotel durch seine Größe und wegen seiner „innern guten Einrichtung“ aus. Als Eigentümerin nennt er die Witwe Dacke.
Im Berliner Adressbuch von 1818/19 wird der Betrieb als Gasthof „La ville de Paris“ genannt und als Gastwirtin die Witwe Charlotte Riedinger angegeben.
1823 gibt es den Namen Riedinger nicht mehr im Berliner Adressbuch.

## Das Hotel König von Preußen
1824 wurde von dem langgestreckten Gebäude Brüderstraße 39 ein Teil mit der Hausnummer 39a abgetrennt. In diesem Haus wurde der Hotelbetrieb unter der Leitung von M. Denk als Gasthof „König von Preußen“ weitergeführt. Obwohl das Hotel durch die Teilung des Hauses deutlich verkleinert worden sein muss, erhielt es auch in seiner neuen Gestalt von den Experten gute Noten:
Karl Maria Kertbeny rechnet das Hotel „König von Preußen“ 1881 zu den „vorzüglichsten Berliner Gasthöfen“. In dem Berlin-Reiseführer des Carl Barthol Verlages wird der Betrieb 1855 unter dem Namen „König von Preußen“ und der Adresse Brüderstraße 39 a als ein Hotel erster Kategorie erwähnt. Ebenso im Berlin-Führer von Robert Springer (1861).
Das bekannte Gemälde der Brüderstraße von Eduard Gaertner (siehe Abbildung) zeigt die Ansicht, die sich einem Gast des Hotels „König von Preußen“ bot, der um 1863 aus dem Gebäude tritt und nach Süden Richtung Petrikirche blickt.

## Eigentümerwechsel
Die Besitzer des Hotels und die Eigentümer des Hauses Brüderstraße 39a wechselten im Laufe der Jahrzehnte mehrfach. Letzter Besitzer des Hotels war Johann Jakob Latt, der auch Eigentümer einer Weinhandlung war. Er stellte den Hotelbetrieb 1913 ein und die Witwe A. Happoldt, deren Familie auch an anderen Stellen Berlins Häuser mit Hotelbetrieben besaß und die zu dieser Zeit die Eigentümerin des Hauses Brüderstraße 39a war, vermietete stattdessen die Räume dauerhaft an verschiedene Einzelpersonen. 1914 wird das Hotel deshalb nicht mehr in der Hotelliste des Berliner Adressbuchs erwähnt.

## Die Konkurrenz der Grand-Hotels
Damit erscheint das Schicksal des Hotels König von Preußen als typisch für die Entwicklung der älteren – meist aus dem Ende des 18. Jahrhunderts stammenden – Gasthöfe Berlins im 19. und Anfang des 20. Jahrhunderts. Die Historikerin Renate Düttmann: „Sie waren alle in gewöhnlichen Wohnhäusern untergebracht und mussten unter dem Konkurrenzdruck der neu entstehenden, wirtschaftlich viel besser organisierten Grand Hotels im letzten Drittel des Jahrhunderts plötzlich unter hohen Kosten ihre nobel eingerichteten Gästezimmer, Remisen und Stallungen mit elektrischem Licht, Heizung, Telefon und Fahrstühlen versehen. Wenn solche Umbauten aus finanziellen Gründen nicht vorgenommen werden konnten, erloschen die Betriebe.“

## Heutige Nutzung des Standorts
Das Gebäude des früheren Hotels „König von Preußen“ in der Brüderstraße 39a wurde im Zweiten Weltkrieg zerstört, ebenso wie das benachbarte Schlüter-Haus. Die Brüderstraße wurde während der DDR-Zeit durch den Bau des DDR-Staatsratsgebäudes (heute: ESMT-Managementschule) ihres nördlichen Abschnitts beraubt und vom Berliner Schlossplatz abgetrennt. Dort, wo sich ehemals das Hotel „König von Preußen“ befand, erstreckt sich heute der Garten der ESMT-Managementschule.